# I havedøren. Kunstnerens hustru
I havedøren. Kunstnerens hustru er et oliemaleri af L.A. Ring i 1897. Det er et portræt af hustruen Sigrid Kähler (1874-1923), som han havde giftet sig med i 1896. Maleriet er 191 × 144 cm og ejes af Statens Museum for Kunst.
Ring antyder i maleriet menneskets skrøbelighed ved at modstille Sigrids mave med vegetationens nærmest forkrøblede stamme- og grenstruktur. Det er blevet tolket som kunstnerens "påmindelse om den skrøbelighed, der også omfatter det spirende liv, som fornemmes i menneske og natur." Billedets kontraster mellem kolde og varme farver medvirker til rumfornemmelsen. I forgrunden til venstre trænger varme orange og gule farver i gardinet og kjolen sig på, mens de køligere grønne og blå farver er tilbagetrukket i billedets baggrund.
Ring var, da han malede portrættet, 42 år gammel, mens hustruen var 22 år. Kunsthistorikere har på denne baggrund tolket maleriet som en kærlighedserklæring til den gravide hustru, hvor posituren med blikket vendt mod foråret blomstrende flora, symboliserer kærlighedens fuldbyrdelse. For eksempel er myrtegrenene over hendes hoved et symbol for Afrodite i græsk mytologi, og myrten blev traditionelt brugt til at smykke bruden ved bryllupper i Danmark. Det antages, at den bagvedliggende dysterhed er et symbol på døden, som "bliver det underliggende tema eller måske snarere den livserfaring, som Ring med sit billede prøver at håndtere og bortmale."

## Stil
L.A. Ring er blevet betegnet som en pioner inden for dansk symbolisme, ligesom hans værker er betegnet som udtryk for socialrealisme. I de senere år har man inden for den kunsthistoriske forskning accepteret, at de to aspekter af hans værk er lige vigtige og komplementerer hinanden. Det er også blevet påpeget, at I havedøren repræsenterer et alternativt kvindesyn til romantikkens idealiserede opfattelse af kvindefiguren. Således skriver Statens Museum for Kunst:
"Maleriet føjer sig til en lang række af danske kunstneres monumentale kvinde- og hustruportrætter fra tiårene omkring 1900. Billeder, som på nuanceret vis fortæller om en kvindeopfattelse, der gradvist er ved at frigøre sig fra romantikkens krops- og intellektforskrækkede moderdyrkelse mod en mere selvstændig og i sig selv hvilende kvindetype med både krop og hoved."